# Alain Rocca
Pour les articles homonymes, voir Rocca.
Alain Rocca est un producteur français, né à Paris le 27 décembre 1955. Il a fondé la société de production Lazennec, et a été également vice-président cinéma du Syndicat des Producteurs Indépendants, trésorier de l'Académie des arts et techniques du cinéma, président d'UniversCiné , secrétaire général de LaCinetek, directeur du département production de la Femis, et directeur de la formation et du conseil à l'INA. En Janvier 2021 il a été nommé conseiller de la Présidence de l'INA pour la stratégie éditoriale, pédagogique et internationale.

## Biographie
Ingénieur hydraulicien de formation, diplômé en 1978, Alain Rocca travaille d'abord en Côte d’Ivoire pour la société SCET International. De retour en France il travaille comme maître auxiliaire en mathématiques dans l'enseignement secondaire, tout en suivant les cours de l'École Florent. Il entre dans le cinéma via Gaumont International en production, puis par la régie après quelques essais peu réussis (de sa propre opinion) en tant qu'acteur dans des films de Marcel Dassault. Il travaille en tant que stagiaire sur les plateaux de deux films produits par Christian Fechner, Marche à l’ombre (de Michel Blanc, 1984) et Les Spécialistes (de Patrice Leconte, 1985).

### Lazennec
En mars 1985 il fonde la société de production de courts métrages Lazennec avec Adeline Lécallier. Il en sera le premier gérant de 1985 à 1994. Ses premières productions sont Samedi, dimanche à Cabourg de Laurent Teyssere (1985) puis Fin de Série, qu'il considère comme le «vrai premier» court métrage qu'il ait produit, celui qui le fait entrer dans «la vérité de la production». Trois ans plus tard, l'entreprise commence à produire des longs métrages.
Le premier film qu’il produit est Un monde sans pitié, premier film d'Éric Rochant, sorti en salle en novembre 1989, succès public et critique dans le monde entier. Il sera suivi en 1990 de La Discrète de Christian Vincent, qui rencontrera également le succès. Il reçoit en 1991 le Prix Georges de Beauregard de Meilleur Producteur de l’Année.
Centrant l'activité de Lazennec autour de la révélation des nouveaux auteurs du cinéma français, il développe avec Adeline Lécallier une organisation de « mini-studio », dans laquelle plusieurs producteurs travaillent au sein de la même structure : Adeline Lécallier (Riens du Tout de Cédric Klapisch, Les Randonneurs de Philippe Harel…), Christophe Rossignon (La Haine de Mathieu Kassovitz, L'Odeur de la papaye verte de Tran Anh Hung…), Bertrand Faivre (Ratcatcher de Lynne Ramsay, Les Diables de Christophe Ruggia…), Laurence Farenc (Dans Ma Peau de Marina de Van), Stéphanie Carreras (Marock de Laïla Marrakchi), Jérôme Vidal (Eldorado, de Bouli Lanners), Grégoire Debailly (L'Apprenti, de Samuel Collardey).
Lazennec a obtenu un Oscar en 1993 pour un court métrage : Omnibus, de Sam Karmann, dont la productrice était Anne Bennet, rentrée depuis à l’École Nationale d’Administration par le troisième concours.

### Exception culturelle
De 1993 à 1996, il préside l'Association Française des Producteurs de Films (AFPF), puis participe en 1996 à la fondation du Syndicat des Producteurs Indépendants (SPI), dont il sera en 2000 et 2001 le premier Vice-Président Cinéma. En 1993 il crée avec David Puttnam et René Cleitman le Club des Producteurs Européens, dont la première initiative sera la création du réseau européen de producteurs indépendants Ateliers du Cinéma Européen (ACE). Il fait partie des producteurs de films très engagés dans la préservation du système français d’encadrement réglementaire du cinéma, qui imbrique logique de marché et régulation administrative, élaboré conjointement entre les professionnels, l’administration et le gouvernement. Il a réalisé en 2006 pour le Ministère de la Culture et le CNC le premier rapport global sur les perspectives d’évolution du court métrage en France. En 2009 il participe avec Marc Tessier (VidéoFutur) et Bruno Delecour (FilmoTV) à la création du Syndicat des Éditeurs de Vidéo à la Demande (SEVAD) dont il a été l’un des vice-présidents.

### Formation
Il est appelé en 1996 à La Fémis par sa présidente Christine Juppé Leblond pour y refonder le département production, dont il restera le Directeur jusqu’en 2009. Il y installe un cursus spécifique autour du métier de producteur de films, entendu avant tout comme un « accoucheur » de talents.
En 2018, il prend en charge la définition de la stratégie et la direction des activités d’enseignement, de formation professionnelle et de conseil de l’Institut National de l’Audiovisuel (INA), pour y travailler en particulier à la mise en place d’un campus consacré à l’audiovisuel au sein du futur Pôle audiovisuel de l'Est Parisien, et animer les travaux préparatoires au projet d’université de service public de l’audiovisuel. En 2020 il lance au sein d'INAsup le cursus Classe Alpha, programme d'insertion professionnelle par l'audiovisuel ouvert à 100 étudiants franciliens sans conditions de diplôme, Caroline Champetier étant la marraine de la première promotion.

### César
Trésorier de l'Académie des arts et techniques du cinéma (Les César) depuis 2001, il constitue avec Alain Terzian, Président, et Gilles Jacob, Vice-Président, la cheville ouvrière de l’équipe qui réorganise le fonctionnement de l’Académie à la suite du décès brutal de son Président Daniel Toscan du Plantier en février 2002. Il termine en juillet 2017 ses activités opérationnelles d’administrateur délégué pour ne conserver que son mandat de trésorier jusqu'en Juillet 2019 .

### Court Métrage
Au sein de l’Académie des César, il crée en 2009 avec Samuel Faure, directeur des partenariats de l’Académie, la manifestation Les Nuits en or, qui présente chaque année à Paris et en Europe l’ensemble des films de court métrage ayant été distingués par leurs Académies Nationales de Cinéma.
Avec Julie Gayet, Roland Nguyen, et l’Agence du court métrage, il monte en décembre 2015 au Carreau du Temple à Paris la première édition de la fête du court métrage Le cinéma c'est jamais trop court, dont Samuel Prat est le commissaire d’exposition. Cette première édition est portée par l’association Faites des courts Fêtes des films dont il est le trésorier. Cette manifestation s’est ensuite regroupée avec l’événement Le Jour le Plus Court, pour devenir la Fête du Court Métrage, dont la seconde édition a eu lieu du 14 au 20 mars 2018 sur plus de six mille sites en France et une cinquantaine de sites à l’étranger.

### Vidéo à la Demande
Il est l'un des trois fondateurs en 2001 de LMC/UniversCiné, acteur de référence de la diffusion sur le web et les nouveaux médias du cinéma indépendant, dont l’actionnariat est constitué de quarante cinq producteurs et distributeurs indépendants, et dont il a été Président de septembre 2007 à Juin 2019 .
Il fonde en novembre 2015 avec Pascale Ferran, Cédric Klapisch et Laurent Cantet, LaCinetek, plateforme de VoD consacrée au cinéma de patrimoine. Il est à ce jour un membre actif du conseil d'administration de La Cinémathèque des Réalisateurs, l'association qui porte le projet.

### Francophonie
En 2012, il fonde avec Nicole Gillet, déléguée générale du Festival international du film francophone de Namur, et Henry Welsh, ancien producteur de la Grande nuit des Jutra au Québec, l’Association des Trophées francophones du cinéma, qui a vocation à organiser chaque année, dans une capitale d’un pays de la Francophonie, une manifestation diffusée dans le monde entier et consacrée au rayonnement de toutes les cinématographies de l’espace francophone. Il a été le producteur délégué des cinq premières éditions.
La première édition, présidée par Abderrahmane Sissako, et dont la Cérémonie de clôture a été animée par Boucar Diouf, a eu lieu à Dakar du 17 au 29 juin 2013. La cinquième édition, présidée par Claire Denis, et dont la Cérémonie de clôture a été animée par Laura Dave et Moustik, a eu lieu au Cameroun du 5 au 16 décembre 2017.

## Filmographie

### Comme producteur

#### Longs métrages
- 1989 : Un monde sans pitié
- 1990 : La Discrète
- 1990 : Aux yeux du monde
- 1991 : Les Arcandiers
- 1992 : Beau fixe
- 1993 : La Joie de vivre
- 1994 : Les Patriotes
- 1995 : L'Année Juliette
- 1996 : L'Échappée belle
- 1996 : Anna Oz
- 1997 : Vive la République !
- 1998 : Alissa
- 1999 : Une vie de prince
- 2000 : Total western
- 2000 : Trois huit
- 2000 : The Day the Ponies Come Back

#### Courts métrages
- 1985 : Samedi Dimanche à Cabourg, de Laurent Teyssere
- 1986 : Fin de Série, de Philippe Harel
- 1986 : Fantômes de nos actions passées, de Marianne Visier
- 1986 : L'eau douce amère, de François Chilowicz
- 1987 : Sortie de bain, de Jean-Pierre Ronssin
- 1987 : Présence féminine, de Eric Rochant
- 1987 : Shimpf la fumée, de Henri Gruvman
- 1988 : La leçon, de Patricia Bardon
- 1988 : Sur les talus, de Laurence Ferreira-Barbosa

## Distinctions
- Commandeur de l'ordre des Arts et des Lettres Il est promu au grade de commandeur le 10 février 2016[10].
- Chevalier de l'ordre national du Mérite en mai 2015.